# Stefano Zavka
Stefano Zavka (Terni, 24 giugno 1972 – K2, 20 luglio 2007) è stato un alpinista italiano, disperso in una bufera di neve sul K2 durante il rientro al campo 4 dopo aver raggiunto la vetta, nell'ambito della spedizione K2 Freedom. La vicenda è stata documentata dal giornalista Marco Mazzocchi nel documentario K2: Il sogno, l'incubo, girato durante la spedizione.

## Biografia

### La morte
Il 20 luglio 2007 Stefano Zavka raggiunse la vetta del K2, la seconda montagna più alta del mondo dopo il monte Everest. Durante la fase più delicata della discesa, Stefano cedette il passo a un altro componente della spedizione che era stato colpito da un principio di congelamento: ma prima di arrivare al campo 4, venne sorpreso da un'improvvisa tempesta. Da allora Stefano risulta disperso sul K2.
Sul memorial Gilkey, il grande cumulo di pietre che raccoglie le spoglie dei caduti sul K2, è stato deposto un piatto con inciso il nome di Stefano.
Gli amici, la famiglia e le istituzioni hanno deciso di unirsi e di dar vita alla "Associazione Stefano Zavka", che lo ricorderà promuovendo iniziative e manifestazioni legate al mondo della montagna.

## Curiosità
- A lui è stato dedicato l'asteroide 8943 Stefanozavka.